# Plaza Pablo Acosta Ortiz
La plaza Pablo Acosta Ortiz o plaza Altagracia es un espacio público localizado en la ciudad de Barquisimeto en el centro occidente de Venezuela, específicamente en el estado Lara. Lleva el nombre del más alto exponente de la medicina venezolana el doctor Pablo Acosta Ortiz.

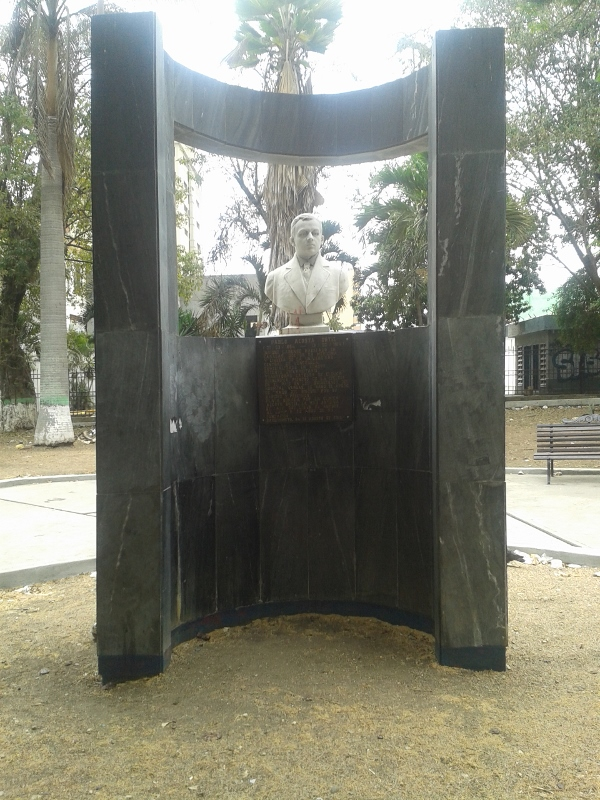
Busto del famoso Doctor Pablo Acosta Ortiz

## Historia y Localidad
Ubicada en la carrera 19 con calle 20, en terreno frente a la antigua casa donde el Dr. Pablo Acosta Ortiz nació, se crio y estudió hasta 1985 cuando se muda a Caracas para iniciar sus estudios de medicina.
Nació el 4 de abril de 1936 cuando fue rebautizada de Plaza Altagracia al nombre del afamado médico larense Pablo Acosta Ortiz. Se dice que en su antigua locación el general José Antonio Páez fusiló a cuatro esclavos y fueron ejecutados en ella varios integrantes de la Revolución Reformadora.
Ya con esta nueva designación, en 1940 se iniciaron trabajos de remodelación, hicieron construcciones en concreto y se erigió un pedestal de mármol sobre el que se levanta un busto de Acosta Ortiz. 
El lugar se mantenido hasta la actualidad, sin embargo, debido a la inconsciencia de los ciudadanos que transitan a diario por la zona (puesto que está en un área céntrico de la ciudad) el lugar se ha deteriorado. A pesar de todo, la plaza es constantemente visitada por estudiantes de instituciones escolares cercanas y por paseantes de sus alrededores.

## Sobre El Dr. Pablo Acosta Ortiz

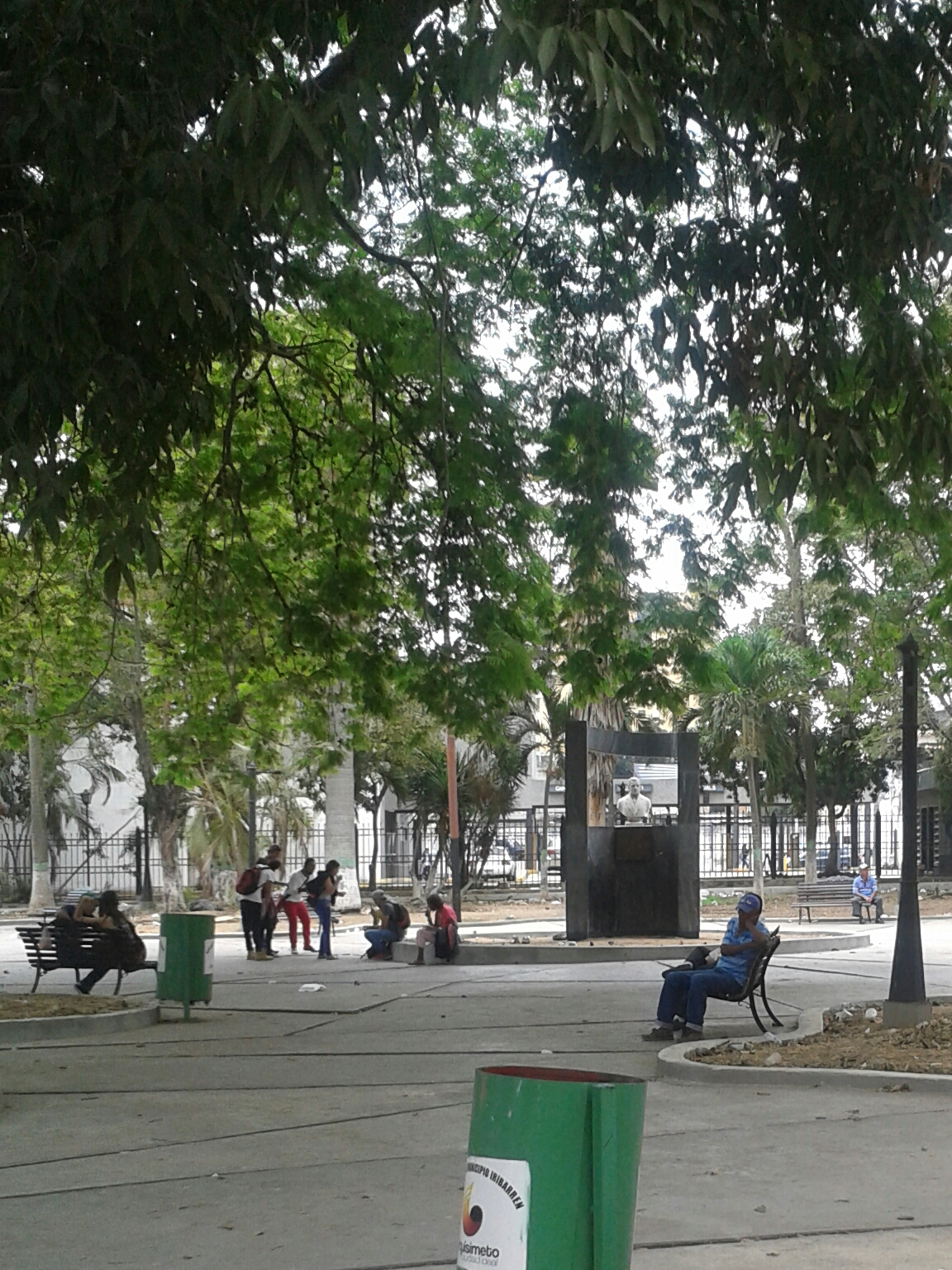
Vista Frontal de la Plaza

Nació el 21 de marzo de 1864 en una casa en la ciudad de Barquisimeto, vivió allí toda su infancia y adolescencia hasta 1895 cuando decide estudiar medicina en la Universidad De Caracas, siendo sus padres el abogado Pablo Acosta y Doña Benigna Ortiz. Cuando tenía 21 años se doctoró en medicina y cirugía e inició su ejercicio como médico en Los Andes.
En 1887 se trasladó a Paris y se matriculó en la universidad, allí se hace discípulo del célebre cirujano Le Dentu, una de las figuras más prominentes en cirugía cardiovascular de Francia. Nuevamente cursa la carrera de medicina obteniendo con honores el doctorado el 27 de noviembre de 1892.

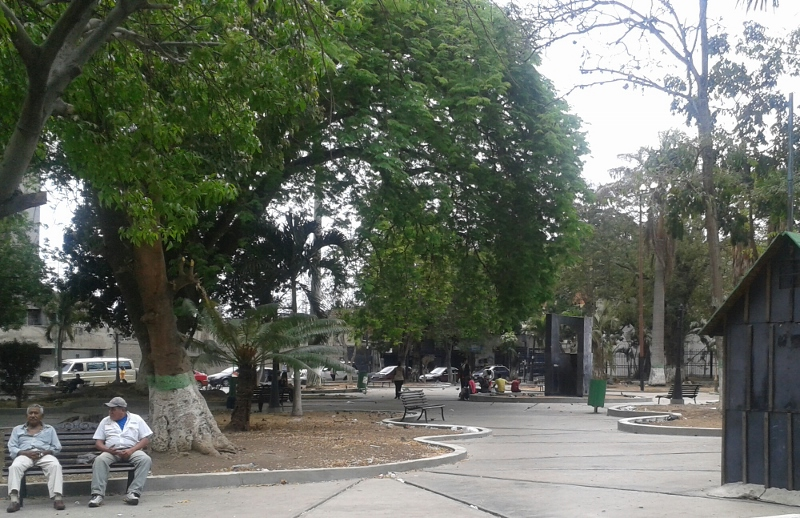
Vista Lateral de la Plaza

Regresa a Barquisimeto y conjuntamente con el Dr. Antonio María Pineda hacen el hospital “La Caridad”, un centro de estudio y práctica de la medicina en la región.
Desarrollo una gran actividad en el campo de la medicina, destacándose como redactor en la sección de cirugía de la Gaceta Médica de Caracas (1993-1895), a través de cuyas páginas difundió los últimos adelantos en cirugía, lo cual llevó a decir al Dr. Plácido Rodríguez, rector de la Universidad Central De Venezuela: “es el más eminente de nuestros cirujanos modernos”.
Participó en la fundación del Colegio de Médicos de Venezuela (1902).
Varios Institutos llevan su nombre: una clínica, una escuela y un comedor escolar en Barquisimeto. En Caracas un liceo lleva su nombre, así como en San Fernando de Apure un Hospital. Además de tener bustos suyos en la plaza con su nombre en Barquisimeto, también los hay en el Hospital Vargas de Caracas  y en el Salón de la Fama del International College of Surgeons de Chicago.